# Trichomycterus migrans
Trichomycterus migrans es una especie de peces de la familia Trichomycteridae en el orden de los Siluriformes.

## Morfología
• Los machos pueden llegar alcanzar los 4,2 cm de longitud total.

## Distribución geográfica
Se encuentra en la cuenca del río Orinoco en Colombia.